# Кокколоба ягодоносная
Кокколоба ягодоносная, или Морской виноград (лат. Coccoloba uvifera), — вид небольших вечнозеленых деревьев из рода Кокколоба семейства Гречишные, растущих в прибрежных районах тропической Америки, в прибрежной зоне Карибского моря, в том числе во Флориде и на Бермудских островах.

## Ботаническое описание
Максимальная высота растения 8 м, но чаще всего оно чуть больше 2 м. Листья округло-овальные или широкояйцевидные, 10—12 см длиной, 15—20 см шириной, цельнокрайные, плотные, почти кожистые, глянцевитые. С верхней стороны светло- или тёмно-зелёные, у молодых листьев жилки красноватые, у старых — кремовые, нижняя сторона — зелёная. Кора гладкая желтоватая.
Цветки мелкие, ароматные, кремовые, собраны в поникающие длинные кисти. Плоды круглые, диаметром 2 см, с деревянистой, пурпурной кожицей, под которой находится тонкий слой мякоти сладкого мускатного вкуса, окружающей большое семя. Плоды свисают на кистях подобно грозди винограда, и опадают по мере созревания. Употребляются в свежем виде и используются для приготовления желе.

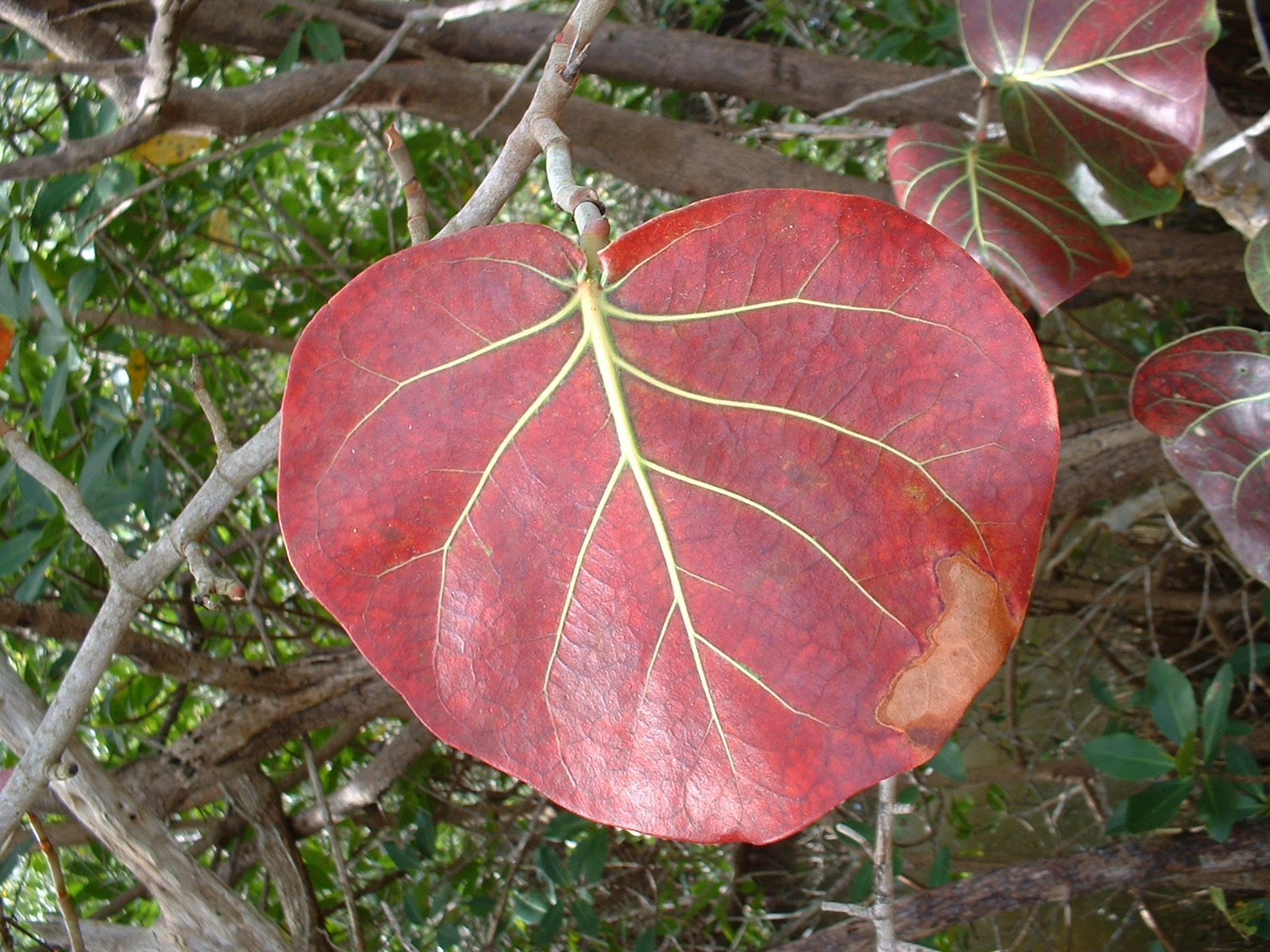
Постаревший лист Морского винограда (диаметр листа около 25 см)

## Применение
Морской виноград не выносит мороза, однако терпим к засолению. Поэтому его активно насаждают вдоль побережий для стабилизации пляжей и в декоративных целях. Размножение: семенами и черенками. Медонос, зрелые плоды очень вкусные их можно есть прямо с дерева, из плодов приготовляют также вино и уксус. Сок используется в Вест-Индии и Ямайке для крашения и дубления кож.
Растение может расти в жилом помещении, но больше подходит для оранжереи. Его выращивают из-за жестких оливково-зелёных листьев с красными жилками, которые на старых листьях становятся кремовыми. В комнатных условиях не цветёт.

## Уход
Растение светолюбивое, но от прямых лучей его следует притенять. Температура содержания с весны до осени 20-24 °C, с осени можно несколько снизить температуру, зимой лучше содержать растение при 16-18 °C. Морской виноград требователен к влажности почвы и воздуха. Полив: обильный с весны до осени, регулярный зимой. Влажность воздуха: высокая. Следует регулярно опрыскивать растение. Молодые растения пересаживают один раз в год, старые раз в два-три года.